# Élections sénatoriales de 2023 dans le Val-de-Marne
Les élections sénatoriales dans le Val-de-Marne ont lieu le dimanche 24 septembre 2023.

## Sénateurs sortants
| Sénateur | Sénateur            | Parti | Fonctions lors de l'élection en 2017     |
| -------- | ------------------- | ----- | ---------------------------------------- |
|          | Laurence Cohen      | PCF   | Sénatrice sortante                       |
|          | Pascal Savoldelli   | PCF   | Conseiller départemental                 |
|          | Daniel Breuiller    | EÉLV  | Conseiller municipal d'Arcueil           |
|          | Laurent Lafon       | UDI   | Conseiller régional, maire de Vincennes  |
|          | Christian Cambon    | LR    | Sénateur sortant, maire de Saint-Maurice |
|          | Catherine Procaccia | LR    | Sénatrice sortante                       |

## Présentation des listes et des candidats

### Liste Union de la gauche conduite par Pascal Savoldelli
| N° | Candidats | Candidats               | Parti | Nuance | Principales fonctions                                               |
| -- | --------- | ----------------------- | ----- | ------ | ------------------------------------------------------------------- |
| 01 |           | Pascal Savoldelli       | PCF   | COM    | Sénateur sortant                                                    |
| 02 |           | Laurence Rossignol      | PS    | SOC    | Sénatrice sortante de l'Oise                                        |
| 03 |           | Jonathan Kienzlen       | PS    | SOC    | Conseiller régional                                                 |
| 04 |           | Sokona Niakhate         | PCF   | COM    | Conseillère départementale, adjointe au maire de Fontenay-sous-Bois |
| 05 |           | Denis Öztorun           | PCF   | COM    | Maire de Bonneuil-sur-Marne                                         |
| 06 |           | Stéphanie Barré-Pierrel | G.s   | SOC    | Adjointe au maire d’Orly                                            |
|    |           |                         |       |        |                                                                     |
| 07 |           | Jean-François Delage    | GRS   | DVG    | Adjoint au maire du Kremlin-Bicêtre                                 |
| 08 |           | Ouarda Iratni           |       | DVG    |                                                                     |

### Liste Rassemblement national conduite par Alain Philippet
| N° | Candidats | Candidats                 | Parti | Nuance | Principales fonctions                   |
| -- | --------- | ------------------------- | ----- | ------ | --------------------------------------- |
| 01 |           | Alain Philippet           | RN    | RN     | Conseiller municipal du Plessis-Trévise |
| 02 |           | Isabelle Huguenin-Richard | RN    | RN     |                                         |
| 03 |           | Francis Pretet            | RN    | RN     |                                         |
| 04 |           | Martina Gabelica          | RN    | RN     |                                         |
| 05 |           | Antoine Ghaye             | RN    | RN     |                                         |
| 06 |           | Wenqi Cui                 | RN    | RN     |                                         |
|    |           |                           |       |        |                                         |
| 07 |           | Philippe Springaux        | RN    | RN     |                                         |
| 08 |           | Natacha Chourre           | RN    | RN     |                                         |

### Liste Divers Centre conduite par Géraldine Telle
| N° | Candidats | Candidats          | Parti | Nuance | Principales fonctions             |
| -- | --------- | ------------------ | ----- | ------ | --------------------------------- |
| 01 |           | Géraldine Telle    | EEE   | DIV    | Porteuse de projets               |
| 02 |           | Laurent Millart    | EEE   | DIV    | Conseiller municipal de Sery      |
| 03 |           | Wided Marzouk      | EEE   | DIV    | Secretaire médicale               |
| 04 |           | Romain Fabre       | EEE   | DIV    | Gérant de restaurant              |
| 05 |           | Christel Bringuier | EEE   | DIV    | Journaliste                       |
| 06 |           | Axel Hvidsten      | EEE   | DIV    | Cadre                             |
|    |           |                    |       |        |                                   |
| 07 |           | Naïma El Bahhari   | EEE   | DIV    | Ex-employée Conseil Départemental |
| 08 |           | Tarak Sassi        | EEE   | DIV    | Cadre                             |

### Liste Divers centre conduite par Laurent Lafon
| N° | Candidats | Candidats             | Parti | Nuance | Principales fonctions                                     |
| -- | --------- | --------------------- | ----- | ------ | --------------------------------------------------------- |
| 01 |           | Laurent Lafon         | UDI   | UDI    | Sénateur sortant, conseiller municipal de Vincennes       |
| 02 |           | Marie-Christine Ségui | HOR   | DVC    | Conseiller départemental, maire d'Ormesson-sur-Marne      |
| 03 |           | Jean-Pierre Barnaud   | UDI   | UDI    | Conseiller départemental, maire de Chennevières-sur-Marne |
| 04 |           | Sophie Amar           | UDI   | UDI    | Adjointe au maire de Champigny-sur-Marne                  |
| 05 |           | Didier Dousset        | MoDem | MDM    | Maire du Plessis-Trévise                                  |
| 06 |           | Christel Esclangon    | MoDem | MDM    | Conseillère municipale de Villejuif                       |
|    |           |                       |       |        |                                                           |
| 07 |           | Patrick Farcy         |       | DVC    | Maire de Villecresnes                                     |
| 08 |           | Marion Mazières       |       | DIV    | Conseillère municipale de Gentilly                        |

### Liste Divers conduite par Luc Gras
| N° | Candidats | Candidats          | Parti | Nuance | Principales fonctions |
| -- | --------- | ------------------ | ----- | ------ | --------------------- |
| 01 |           | Luc Gras           |       | DIV    |                       |
| 02 |           | Zoubida El Foukahi | PRG   | RDG    |                       |
| 03 |           | Patrick Mouge      | PRG   | RDG    |                       |
| 04 |           | Louise Geoffroy    | PRG   | RDG    |                       |
| 05 |           | Marc Paquet        | PRG   | RDG    |                       |
| 06 |           | Isabelle Renard    | PRG   | RDG    |                       |
|    |           |                    |       |        |                       |
| 07 |           | William Geib       | PRG   | RDG    |                       |
| 08 |           | Lamyae Benzakri    | PRG   | RDG    |                       |

### Liste Les Républicains conduite par Christian Cambon
| N° | Candidats | Candidats           | Parti | Nuance | Principales fonctions                                                 |
| -- | --------- | ------------------- | ----- | ------ | --------------------------------------------------------------------- |
| 01 |           | Christian Cambon    | LR    | LR     | Sénateur sortant, conseiller municipal de Saint-Maurice               |
| 02 |           | Marie-Carole Ciuntu | LR    | LR     | Conseillère régionale, maire de Sucy-en-Brie                          |
| 03 |           | Sylvain Berrios     | LR    | LR     | Maire de Saint-Maur-des-Fossés                                        |
| 04 |           | Françoise Lecoufle  | LR    | LR     | Conseillère départementale, maire de Limeil-Brévannes                 |
| 05 |           | Richard Dell'Agnola | LR    | LR     | Maire de Thiais                                                       |
| 06 |           | Mélanie Nowak       | UDI   | DVD    | Conseillère départementale, adjointe au maire de L'Haÿ-les-Roses      |
|    |           |                     |       |        |                                                                       |
| 07 |           | Valentin Aubry      | LR    | DVD    | Conseiller municipal d'Ivry-sur-Seine                                 |
| 08 |           | Sabine Patoux       | LR    | DVD    | Conseillère départementale, conseillère municipale du Plessis-Trévise |

### Liste Divers gauche conduite par Akli Mellouli
| N° | Candidats | Candidats       | Parti | Nuance | Principales fonctions                          |
| -- | --------- | --------------- | ----- | ------ | ---------------------------------------------- |
| 01 |           | Akli Mellouli   | PS    | SOC    | Adjoint au maire de Bonneuil-sur-Marne         |
| 02 |           | Annie Lahmer    | EELV  | ECO    | Conseillère régionale                          |
| 03 |           | Didier Fabre    | PS    | DVG    | Adjoint au maire de Villecresnes               |
| 04 |           | Myriam Gaye     | PRG   | RDG    |                                                |
| 05 |           | Sébastien Hutin | PS    | DVG    | Conseiller municipal de Choisy-le-Roi          |
| 06 |           | Chiraz Boudjadi |       | DVG    |                                                |
|    |           |                 |       |        |                                                |
| 07 |           | Yahne Beckete   | PS    | DVG    | Conseiller municipal de Chennevières-sur-Marne |
| 08 |           | Sabrina Chergui |       | DVG    |                                                |

### Liste La France insoumise conduite par Delphine Fenasse
| N° | Candidats | Candidats          | Parti | Nuance | Principales fonctions                        |
| -- | --------- | ------------------ | ----- | ------ | -------------------------------------------- |
| 01 |           | Delphine Fenasse   | LFI   | FI     | Adjointe au maire de Fontenay-sous-Bois      |
| 02 |           | Djamel Arrouche    | LFI   | FI     |                                              |
| 03 |           | Stéphanie Lynseele | LFI   | FI     | Conseillère municipale de La Queue-en-Brie   |
| 04 |           | Jean Lony          | LFI   | FI     | Conseiller municipal de Thiais               |
| 05 |           | Nina Seron         | LFI   | FI     | Conseillère municipale de Vitry-sur-Seine    |
| 06 |           | Erik Pagès         | LFI   | FI     |                                              |
|    |           |                    |       |        |                                              |
| 07 |           | Virginet Cincet    | LFI   | FI     | Conseillère municipale de Villiers-sur-Marne |
| 08 |           | Robin Albert       | LFI   | FI     |                                              |

## Résultats
| Tête de liste                                                  | Tête de liste            | Liste                                             | Voix | %     | Sièges | +/-           |
| -------------------------------------------------------------- | ------------------------ | ------------------------------------------------- | ---- | ----- | ------ | ------------- |
|                                                                | Christian Cambon         | Les Républicains (UDI)                            | 732  | 34,76 | 2      |               |
| Tous unis pour le Val-de-Marne                                 |                          |                                                   | 732  | 34,76 | 2      |               |
|                                                                | Pascal Savoldelli        | Union de la gauche (PCF - PS - G.s - GRS)         | 540  | 25,64 | 2      | en stagnation |
| Agir ensemble pour mieux vivre en Val-de-Marne                 |                          |                                                   | 540  | 25,64 | 2      | en stagnation |
|                                                                | Laurent Lafon            | Divers centre (UDI - HOR - MoDem)                 | 427  | 20,28 | 1      | en stagnation |
| Fiers du Val-de-Marne                                          |                          |                                                   | 427  | 20,28 | 1      | en stagnation |
|                                                                | Akli Mellouli            | Divers gauche (PS - EÉLV - PRG)                   | 251  | 11,92 | 1      | en stagnation |
| Unis et solidaires pour le Val-de-Marne                        |                          |                                                   | 251  | 11,92 | 1      | en stagnation |
|                                                                | Delphine Fenasse         | La France insoumise                               | 89   | 4,23  | 0      | en stagnation |
| Val-de-Marne Union populaire écologique et sociale             |                          |                                                   | 89   | 4,23  | 0      | en stagnation |
|                                                                | Alain Philippet          | Rassemblement national                            | 46   | 2,18  | 0      | en stagnation |
| Au service des communes pour défendre le Val-de-Marne          |                          |                                                   | 46   | 2,18  | 0      | en stagnation |
|                                                                | Luc Gras                 | Divers                                            | 11   | 0,52  | 0      | en stagnation |
| Rassemblement des centristes et des démocrates du Val-de-Marne |                          |                                                   | 11   | 0,52  | 0      | en stagnation |
|                                                                | Géraldine Telle          | Divers (Indépendant et Europe Egalité Écologie !) | 10   | 0,47  | 0      | en stagnation |
| Ensemble, ayons des projets d'avenir !                         |                          |                                                   | 10   | 0,47  | 0      | en stagnation |
|                                                                |                          |                                                   |      |       |        |               |
| Suffrages exprimés                                             | Suffrages exprimés       | Suffrages exprimés                                | 2106 | 97,16 |        |               |
| Votes invalides                                                | Votes invalides          | Votes invalides                                   | 19   | 0,88  |        |               |
| Votes blancs                                                   | Votes blancs             | Votes blancs                                      | 42   | 1,94  |        |               |
| Total                                                          | Total                    | Total                                             | 2167 | 100   | 6      | en stagnation |
| Abstentions                                                    | Abstentions              | Abstentions                                       | 27   | 1,23  |        |               |
| Inscrits / participation                                       | Inscrits / participation | Inscrits / participation                          | 2194 | 98,77 |        |               |